# Franz Göring
Franz Göring, född 22 oktober 1984 i Suhl, är en tysk längdåkare.
- Vid junior-VM 2004 erövrade han guldmedaljen på 10 km fristil samt bronsmedaljer på 30 km klassisk stil och i stafett.
- Vid U23-VM 2006 erövrade han guldmedaljen på 15 km klassisk stil och bronset i jaktstartsloppet.
- Görings första pallplacering i världscupen kom 2006 i Gällivare där han blev trea på 15 km fristil.
- Göring var även med vid OS 2006 där han slutade 43:a på 15 km fristil.
- Bättre gick det i VM 2007 då han slutade sexa på 15 km fristil och var med i det tyska stafettlag som blev fyra.